# Вымышленная валюта

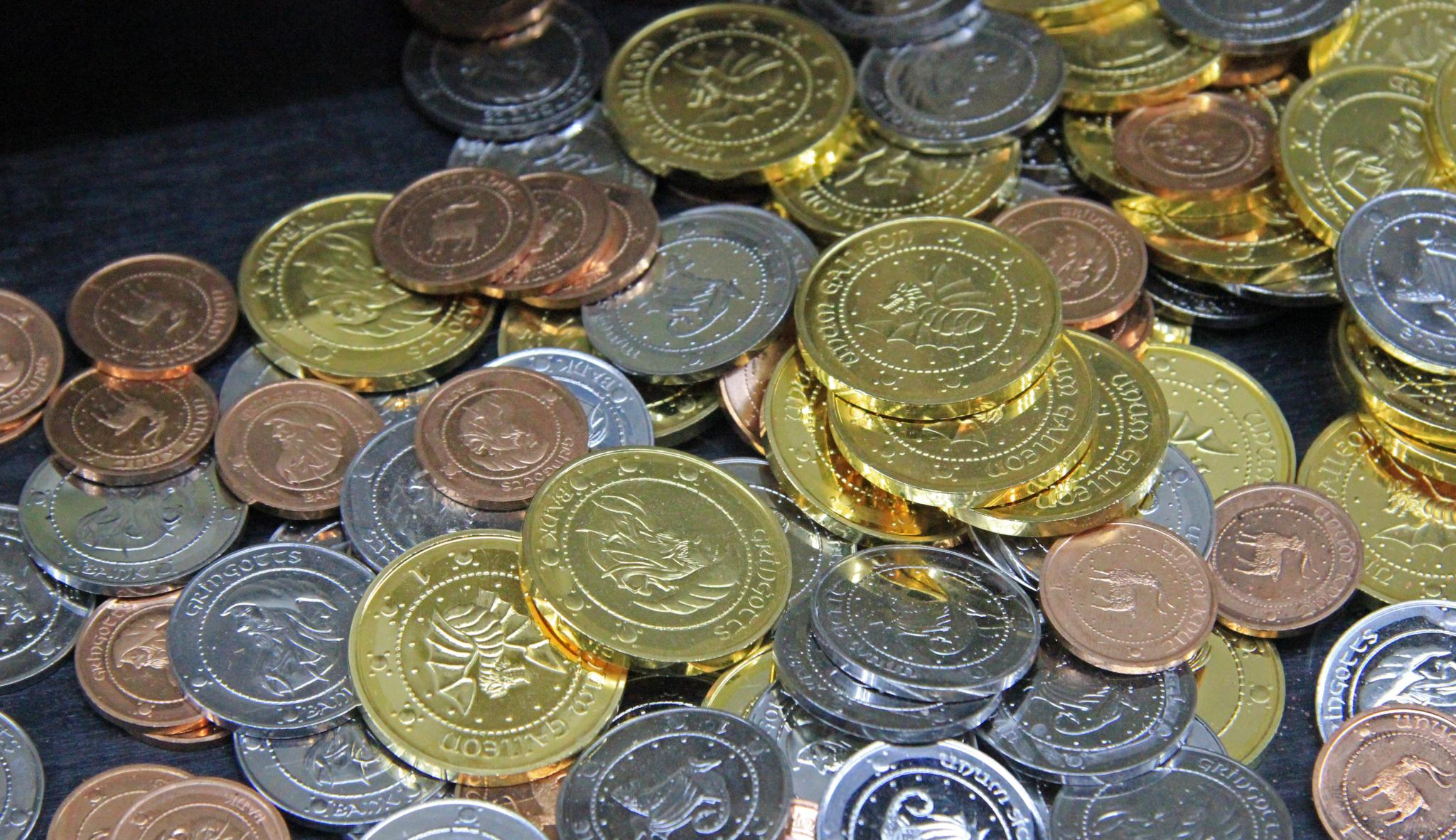
Вымышленные деньги из мира Гарри Поттера

Вы́мышленная валю́та (от англ. fictional currency) — не существующие реально денежные средства, появляющиеся в художественных произведениях, комиксах, кинофильмах или сериалах в качестве сюжетного элемента, используемого героями. Названия валют могут быть основаны на существующих или вышедших из употребления валютах или являются полностью выдуманными. Одним из наиболее распространённых видов вымышленной валюты, особенно в научной фантастике, являются электронные «кредиты». Подобные валюты могут выпускаться в качестве сувенирной продукции, не являясь при этом законным платёжным средством. Валюта является концепцией, а деньги — воплощением этой концепции. Поэтому вымышленные валюты могут иметь только название, а вымышленные деньги обладают уже большим количеством характеристик.
Часто валюты, используемые в компьютерных или настольных играх, также называют вымышленными, что не является корректным, так как игровые валюты в своём большинстве относятся к виртуальным валютам. Виртуальные деньги служат средством платежа в узко определённом сообществе (игре, социальной сети) и обмениваются на виртуальные товары, являясь частью виртуальной экономики. При этом виртуальные валюты можно приобрести за реальные национальные валюты, что невозможно сделать с вымышленными валютами. Виртуальные валюты могут быть вымышленными, но вымышленные не могут быть виртуальными. Примером виртуальных денег могут выступать деньги в игре «Монополия».
Также вымышленная валюта отличается от цифровой, стоимость которой привязана к национальным валютам. Цифровая валюта часто выступает в качестве альтернативной или дополнительной в современном денежном обращении. Примером цифровой валюты могут выступать WMG от сервиса WebMoney, а также все виды криптовалюты, если считать их не активом, а виртуальным платёжным средством.
В широком смысле слова вымышленную валюту можно противопоставить реальной валюте. В этом случае в термин вымышленная валюта включают все валюты, которые не эмитируются официальным сеньором (центральным банком, монетным двором).

## Названия вымышленных валют
Вымышленные валюты встречаются в основном в произведениях жанра фантастика, где товарно-денежные отношения описаны довольно поверхностно. Единственная необходимость для авторов состоит в том, что они должны тщательно продумывать названия своих вымышленных валют, чтобы создать необходимые ассоциации, отвязать события произведения от реальности или сделать их уместными в той или иной цивилизации. Названия валют в вымышленном мире могут совпадать с реально существующими, например «доллар», что часто происходит, если сюжет романа разворачивается в ближайшем будущем. Также названия валют могут быть похожи на исторические, например «антарктический талер» в романе «Антарктида online» А. Громова и В. Васильева, или быть полностью вымышленными, например «калганиды» в романах Азимова. Лунные фертинги и сантики из романа-сказки Н. Носова «Незнайка на Луне» явно отсылают к фартингам и сантимам. В компьютерной игре NationStates игроки создают свои государства, их экономическую и социальную реальность, в том числе и валюты. По результатам исследования, вторым самым распространённым названием вымышленной валюты после «доллара» в этой игре является «кредит». Это название также является одним из самых популярных и у писателей-фантастов. Термин является популярным в футуристических произведениях, что отметил автор комиксов Сэм Хамфрис, назвав это клише: «в любом научной фантастическом фильме, где бы в Галактике ни происходило действие, валюту называют „кредитами“». Кредиты часто представлены в виде электронных денег.

## Характеристики вымышленных денег
Вымышленные деньги обладают практически всеми характеристиками обычного платёжного средства, и, как правило, эмитируются каким-либо правительством в вымышленном мире или эмитент вообще не раскрывается. Также обычно остаётся неизвестным, чем вымышленная валюта обеспечена, сколько её существует и насколько она стабильна. Материал и размеры вымышленных денег варьируются в зависимости от фантазии автора: деньги могут быть бумажными, медными, золотыми или зависеть от измерений и человеческого сознания.
В фантастических произведениях можно проследить почти всю историю денег и развития общества от бартера и редкого ресурса до монет и банкнот, безналичного расчёта или утопического мира. Например, в романе «Дюна» Фрэнка Герберта, деньгами являются кольца обеспеченные водой, которая является очень редким ресурсом и хранится в специальных резервуарах. В постапокалиптических произведениях деньгами чаще всего выступают патроны или крышки от бутылок. Также встречаются и более экзотические способы организации денежных систем в вымышленных мирах. В книге Святослава Логинова «Свет в окошке» эмитентом выступают воспоминания живых людей, а в фильме «Время» денежной единицей становится само время, которое можно заработать, потратить, передать, а по его исчезновении человек умирает. В цикле повестей о «Незнайке» Носова, деньги вообще отсутствуют как рудимент прошлого, являя собой утопический мир коммунистического будущего, как и в мирах братьев Стругацких.
Авторы обычно не объясняют точную стоимость своих валют по отношению к современным валютам и их деление по номиналам, а рассчитывают на интуитивное понимание со стороны читателей или зрителей. Иногда установленный курс существует, как, например, в сериале «Доктор Кто», где один фунт стерлингов равен 50,00056 галактических кредитов. В некоторых произведениях денежные системы противоречивы: например, в главном городе плоского мира Терри Пратчетта, имеет хождение Анк-Морпоркский доллар, который делится на 100 пенсов или 10 шиллингов или 4 полтины или 2 нокера. Однако в одном из романов серии появляются монеты в 1/16 (элим), ⅛ (майт), ¼ (фартинг), ½, 1, 2, 3 и 6 пенсов, что характерно для денежной системы с кратностью 12, но идёт вразрез с предыдущей десятичной системой романа.

## Подделка вымышленных денег
Интересным является вопрос подделки денег в вымышленном мире, так как в большом количестве миров присутствует либо магия, либо инновационная технология. Каждый автор решает этот вопрос по своему или вообще его не касается. Так, например, во вселенной «Венеры равносторонней» Джорджа О. Смита был придуман материал, который при копировании взрывается, а во вселенной «Гарри Поттера» существование магических денег ограничено во времени. В некоторых произведениях подделка вымышленных денег становится основой для развития сюжета. Так, в сборнике «Князья Тьмы» Джека Вэнса, подлинность валюты СЕВ проверяется специальным детектором фальшивых денег.

## Перемещение вымышленных денег во времени и пространстве
Создавая свои вымышленные валюты, авторы редко задумываются о том как их герои будут их перемещать: даже 100 золотых монет в кошелёк не поместятся, и героям придётся носить рюкзак, а большие суммы или более экзотические формы денег приводят к ещё большим проблемам при транспортировке.
В фантастических произведениях с путешествием во времени, глубоким сном или криоконсервацией героев присутствует ещё и проблематика долгосрочной стоимости вымышленных денег, которая, к слову, может присутствовать и в произведениях без вышеупомянутых сюжетов. После пробуждения герои могут обнаружить, что сложные проценты превратили их маленькие счета в целые состояния, как например в эпизоде «Пригоршня долларов» Футурамы. Но при этом почти не учитывается инфляция, которая сильно подрывает покупательную способность денег, как это происходит в романе Фредерика Пола «Эра осторожности». Другие сюжетные факторы также могут повлиять на ценность вымышленной валюты: в романе Гарретта Серсисса «Лунный металл», обеспечение денег меняется с золота на новый металл «артемизиум», так как открытие крупного месторождения в Антарктике обесценило все благородные металлы.